# Халлинг, Хоноратус
Хоноратус Халлинг (1819, Нур-Одал — 1886) — норвежский лютеранский пастор, духовный писатель и редактор, общественный деятель, главный идеологический противник рабочего движения Маркуса Тране и основатель «христианского рабочего движения» в этой стране.
В 1839 году начал изучать богословие в университете, в 1843 году получил богословскую степень и с 1847 года после рукоположения занимал различные священнические должности. Служил пастором в Ломе и Гундбрандсдале с 1864 по 1875 год, затем был пастором в Акерской церкви в Христиании в 1875—1885 годах. В 1858 году стал первым мэром Хортена, но решил уйти в отставку через год. В Осло в его честь названа улица.
В 1850-х годах Халлинг стал вести контрагитацию среди рабочих Христиании, среди которых начались волнения из-за распространения идей Маркуса Тране, пытаясь проповедовать им христианские взгляды. Для этого он основал Энерхаугенское общество (первое рабочее общество (arbeidersamfunn) Норвегии) и сберегательный банк Spareskillingsbanken, несколько больниц и народных читален, а также был активистом движения за трезвость. На протяжении нескольких лет редактировал издание « Søndagsblad for Menigmand», а с 1848 по 1855 год был редактором «For Fattig og Riig», ставший в конечном счёте органом норвежского лютеранского общества «внутреннего миссионерства». Некоторые работы его авторства: «Søndagsbog for Søfarende» (1869), «En liden Postille for Børn» (1846), «Brudekronen. En Fortælling for Folket» (1855).